# Équipe cycliste Zalf Euromobil Fior
L'équipe cycliste Zalf Euromobil Fior est une équipe cycliste italienne active entre 1982 et 2024. L'équipe court avec un statut amateur jusqu'en 2020. En 2021, elle obtient une licence d'équipe continentale. Elle a fait passer plusieurs italiens au niveau professionnel.

## Histoire de l'équipe
En 1982, le club cycliste Zalf Fior est fondé en collaboration entre Giancarlo et Egidio Fior, gérants d'un restaurant du même nom à Castelfranco Veneto, ainsi que les frères Antonio, Fiorenzo, Giancarlo et Gaspare Lucchetta, fondateurs de l'usine de meubles Euromobil et propriétaires de la marque Zalf. L'équipe participe principalement aux courses de l'UCI Europe Tour en Italie et du calendrier national. Elle est rapidement devenue l'un des principaux clubs cyclistes italien. L'équipe remporte un total de plus de 59 victoires sur la route au cours de la seule saison record de 2013. 
Certains coureurs ayant fait partie de l’équipe sont devenus des leaders mondiaux. Il s'agit notamment de Maurizio Fondriest dans les années 1980, d'Ivan Basso, Paolo Savoldelli et Michele Scarponi dans les années 1990, de Damiano Cunego, Sacha Modolo et Sonny Colbrelli dans les années 2000 et de Gianni Moscon dans les années 2010. Depuis la fin des années 2010, l'équipe s'appuie de plus en plus sur de jeunes coureurs pour les initier au cyclisme professionnel.
Pour la saison 2021, l'équipe demande pour la première fois une licence en tant qu'équipe continentale UCI afin d'offrir aux coureurs plus d'opportunités au niveau international. Elle cesse ses activités à l'issue de la saison 2024.

## Dopage
En octobre 2020, Luca Colnaghi est provisoirement suspendu après un contrôle positif à l'andarine et l'ostarine. Les produits provenant d'un complément alimentaire, il est finalement suspendu trois mois pour négligence et est autorisé à courir en février 2021.

## Principales victoires

### Courses d'un jour
- Giro del Canavese : Oscar Gatto (2005)
- Giro del Belvedere : Fabrizio Galeazzi (2006), Sacha Modolo (2009), Nicola Boem (2011), Simone Andreetta (2014), Andrea Vendrame (2015)
- Coppa Città di Asti : Oscar Gatto (2006)
- Circuito del Porto-Trofeo Arvedi : Manolo Zanella (2006), Paolo Simion (2012, 2013), Marco Maronese (2016), Giovanni Lonardi (2018)
- Giro del Casentino : Sacha Modolo (2006), Andrea Pasqualon (2010)
- Gran Premio Capodarco : Marco Bandiera (2006), Enrico Battaglin (2010), Simone Raccani (2021)
- Trofeo Zssdi : Simone Ponzi (2007), Manuele Boaro (2008), Enrico Battaglin (2011)
- Trofeo Franco Balestra : Simone Ponzi (2007)
- Gran Premio della Liberazione : Manuele Boaro (2007), Sacha Modolo (2009)
- Giro delle Valli Aretine : Davide Malacarne (2007), Enrico Battaglin (2009)
- Grand Prix Palio del Recioto : Gianluca Brambilla (2008)
- Trophée de la ville de San Vendemiano : Alessandro Mazzi (2009), Stefano Agostini (2010), Giacomo Berlato (2014), Gianni Moscon (2015), Federico Guzzo (2022)
- Memorial Davide Fardelli : Manuele Boaro (2009)
- Grand Prix San Giuseppe : Enrico Battaglin (2010, 2011)
- Trofeo Piva : Andrea Pasqualon (2010)
- Trofeo Alcide Degasperi : Sonny Colbrelli (2010), Davide De Pretto (2023)
- Trofeo Edil C : Andrea Zordan (2013)
- Grand Prix de Poggiana : Andrea Zordan (2013), Nicola Conci (2017)
- Ruota d'Oro : Andrea Toniatti (2013), Giacomo Berlato (2014), Simone Velasco (2015)
- Tour de Lombardie amateurs : Gianni Moscon (2014)
- Coppa della Pace : Simone Velasco (2015), Federico Guzzo (2022)
- La Popolarissima : Giovanni Lonardi (2018)
- Tr. Città di S. vendemiano-GP Industria & Commercio : Alberto Dainese (2018)
- Gran Premio Industrie del Marmo : Gregorio Ferri (2018)
- Gran Premio Industria del Cuoio e delle Pelli : Riccardo Verza (2021)
- Grand Prix Kranj : Riccardo Verza (2021), Edoardo Zamperini (2023)
- Trophée de la ville de Brescia : Riccardo Verza (2022), Federico Guzzo (2023)
- Grand Prix Santa Rita : Giosuè Epis (2023)

### Courses par étapes
- Tour du Frioul-Vénétie julienne : Gianluca Brambilla (2009), Matteo Busato (2011)

### Championnats nationaux
- Championnats d'Italie sur route : 9
  - Course en ligne amateurs : 1992 (Alessandro Bertolini), 2011 (Matteo Busato), 2017 (Gianluca Milani)
  - Course en ligne espoirs : 2007 (Simone Ponzi), 2010 (Stefano Agostini), 2013 (Andrea Zordan), 2015 (Gianni Moscon), 2021 (Gabriele Benedetti)
  - Contre-la-montre espoirs : 2005 (Tiziano Dall'Antonia)

- Championnats de Roumanie sur route : 2
  - Course en ligne : 2013 (Andrei Nechita)
  - Contre-la-montre : 2013 (Andrei Nechita)

## Classements UCI
L'équipe participe aux épreuves des circuits continentaux et en particulier de l'UCI Europe Tour. Les tableaux ci-dessous présentent les classements de l'équipe sur les différents circuits, ainsi que son meilleur coureur au classement individuel.
UCI Europe Tour
| UCI Europe Tour | UCI Europe Tour        | UCI Europe Tour                           | UCI Europe Tour |
| Année           | Classement par équipes | Meilleur coureur au classement individuel |                 |
| --------------- | ---------------------- | ----------------------------------------- | --------------- |
| 2021            | 45e                    | Gabriele Benedetti (516e)                 |                 |
| 2022            | 40e                    | Davide De Pretto (348e)                   |                 |
| 2023            | 38e                    | -                                         |                 |
|                 |                        |                                           |                 |
| Source : UCI    |                        |                                           |                 |

L'équipe est également classée au Classement mondial UCI qui prend en compte toutes les épreuves UCI et concerne toutes les équipes UCI.
| Classement mondial | Classement mondial     | Classement mondial                        | Classement mondial |
| Année              | Classement par équipes | Meilleur coureur au classement individuel |                    |
| ------------------ | ---------------------- | ----------------------------------------- | ------------------ |
| 2021               | 72e                    | Gabriele Benedetti (645e)                 |                    |
| 2022               | 68e                    | Davide De Pretto (436e)                   |                    |
| 2023               | 73e                    | Davide De Pretto (518e)                   |                    |
| 2024               | 134e                   | Cesare Chesini (1110e)                    |                    |
|                    |                        |                                           |                    |
| Source : UCI       |                        |                                           |                    |

## Zalf Euromobil Fior en 2024
Effectif
| Effectif 2024            | Effectif 2024     | Effectif 2024 | Effectif 2024                             |
| Cycliste                 | Date de naissance | Pays          | Équipe précédente                         |
| ------------------------ | ----------------- | ------------- | ----------------------------------------- |
| Samuele Bonetto          | 23 janvier 2003   | Italie        |                                           |
| Tommaso Cafueri          | 26 mai 2005       | Italie        |                                           |
| Matteo Cettolin          | 22 janvier 2005   | Italie        |                                           |
| Cesare Chesini           | 11 mars 2004      | Italie        |                                           |
| Giovanni Cuccarolo       | 27 janvier 2004   | Italie        |                                           |
| Giovanni de Carlo        | 30 décembre 2000  | Italie        | SIAS Rime (2023)                          |
| Matteo De Monte          | 8 février 2005    | Italie        |                                           |
| Andrea Guerra            | 5 août 2001       | Italie        |                                           |
| Federico Iacomoni        | 18 juillet 2002   | Italie        | SIAS Rime (2023)                          |
| Stefano Leali            | 21 mai 2004       | Italie        | General Store-Essegibi-F.lli Curia (2023) |
| Dennis Lock              | 17 mai 2002       | Danemark      | SIAS Rime (2023)                          |
| Tommaso Nencini          | 10 septembre 2000 | Italie        | Petroli Firenze-Hopplà (2023)             |
| Simone Raccani           | 2 mars 2001       | Italie        | Eolo-Kometa (2023)                        |
| Lorenzo Ursella          | 20 janvier 2003   | Italie        | Development Team DSM-Firmenich (2023)     |
| Giovanni Zordan          | 13 mai 2004       | Italie        |                                           |
|                          |                   |               |                                           |
| Source : ProCyclingStats |                   |               |                                           |

Victoires
| Victoires | Victoires | Victoires | Victoires | Victoires | Victoires |
| Date      | Course    | Pays      | Classe    | Vainqueur |           |
| --------- | --------- | --------- | --------- | --------- | --------- |

## Anciens coureurs
| - Stefano Agostini - Kurt-Asle Arvesen - Alessandro Ballan - Marco Bandiera - Ivan Basso - Enrico Battaglin - Alessandro Bazzana - Marco Benfatto - Manuele Boaro - Nicola Boem - Francesco Manuel Bongiorno - Gianluca Brambilla - Marzio Bruseghin - Marco Canola | - Sonny Colbrelli - Daniele Colli - Damiano Cunego - Mauro Da Dalto - Tiziano Dall'Antonia - Martin Derganc - Giuliano Figueras - Davide Frattini - Oscar Gatto - Paolo Longo Borghini - Davide Malacarne - Andrea Moletta - Sacha Modolo - Daniel Oss | - Giuseppe Palumbo - Andrea Pasqualon - Jure Pavlič - Daniele Pietropolli - Simone Ponzi - Domenico Pozzovivo - Manuel Quinziato - Gabriel Rasch - Michele Scarponi - Emanuele Sella - Gorazd Štangelj - Guido Trentin - Davide Viganò - Oliver Zaugg |